# Ernest K. Bramblett
Ernest King Bramblett (ur. 25 kwietnia 1901 we Fresno, zm. 27 grudnia 1966 w Woodland Hills) – amerykański polityk, członek Partii Republikańskiej.

## Działalność polityczna
W okresie od 3 stycznia 1947 do 3 stycznia 1953 przez trzy kadencje był przedstawicielem 11. okręgu, a od 3 stycznia 1953 do 3 stycznia 1955 przez jedną kadencję był przedstawicielem 13. okręgu wyborczego w stanie Kalifornia w Izbie Reprezentantów Stanów Zjednoczonych.